# Guioa bicolor
Guioa bicolor är en kinesträdsväxtart som beskrevs av Merrill. Guioa bicolor ingår i släktet Guioa och familjen kinesträdsväxter. Inga underarter finns listade i Catalogue of Life.